# سوپوت (صربستان)
سوپوت (به صربی: Sopot) یک منطقهٔ مسکونی در صربستان است که در بلگراد واقع شده‌است. سوپوت ۱۷۷٫۳۸ متر بالاتر از سطح دریا واقع شده‌است.